# Hype (Dizzee Rascal e Calvin Harris)
Hype è un singolo del rapper britannico Dizzee Rascal e del DJ britannico Calvin Harris, pubblicato il 24 giugno 2016.

## Successo commerciale
Il singolo ha ottenuto successo nel Regno Unito, in Irlanda e in Nuova Zelanda.

## Video musicale
Il videoclip è stato pubblicato il 10 luglio 2016 sul canale Vevo-YouTube del rapper.